# Nadejda von Meck
Nadejda Filarètovna von Meck (en rus: Надежда Филаретовна фон Мекк) (10 de febrer de 1831 - Niça, 13 de gener de 1894) va ser la rica viuda russa d'un magnat rus dels ferrocarrils, Karl von Meck. Considerada una formidable dona de negocis, encara és més coneguda avui dia per la seua relació amb Piotr Ilitx Txaikovski. També va ser una influent mecenes de les arts en general, i va procurar suport financer a Nikolai Rubinstein i a Claude Debussy.

## Biografia

### Infantesa
Va nàixer Nadejda Filarètovna Frolòvskaia al si d'una família de terratinents. De son pare, Filaret Frolovski, es va encomanar de l'afecció a la música. De sa mare, Anastasia Dimítrievna Potèmkina, va heretar l'energia, la determinació i l'habilitat per als negocis.
Una seriosa estudiant de música durant la seua joventut, Nadejda va esdevenir una competent pianista amb un bon coneixement del repertori. També va adquirir familiaritat amb la literatura i la història, el domini de llengües estrangeres i coneixement de les belles arts. Va llegir les obres d'Arthur Schopenhauer i de l'idealista rus Vladimir Soloviov.

### Matrimoni
Als 16 anys va casar-se amb Karl von Meck, un enginyer de 28 anys pertanyent a una família alemanya de Riga. Van tenir 18 fills, dels quals 11 van arribar a l'edat adulta.
Com a funcionari del govern, la vida de Karl von Meck tenia pocs al·licients i a més el seu salari no era massa elevat. Tot i el ràpid afegit de més fills sota la seua responsabilitat es mostrava no obstant renuent a abandonar la seva feina.
Nadejda von Meck veia les coses de manera diferent. Per a ella, fer de mare, mainadera, governanta, modista, mestressa de casa i majordoma era molt més senzill que suportar la humiliació de veure el seu marit com una roda de l'engranatge de l'administració pública. Res no li va impedir dedicar-se a totes les seves tasques ni a empènyer el seu marit a trencar amb la seua posició a la recerca d'una de millor. Rússia, amb una necessitat desesperada de línies de ferrocarril, estava expandint els seus mitjans de comunicació ràpidament, i Nadejda estava convençuda que el futur del seu marit era en aquest negoci. Va exercir una contínua pressió sobre ell perquè trobara un soci capitalista i s'aprofitara del boom de la construcció de ferrocarrils al seu país.
Karl finalment va accedir al desitjos de la seua muller. Només comptaven amb 20 kopeks al dia per viure. No obstant això, Nadejda va resultar estar encertada respecte al talent com a enginyer del seu marit.
L'any 1860 només hi havia 100 milles de vies de ferrocarril a Rússia. Vint anys després n'hi havia més de 15.000. Gran part d'aquesta explosió va ser deguda a Karl von Meck, i això el va fer multimilionari. Entre les línies que va construir hi havia les de Kursk-Kíev i la de Moscou-Riazan, amb el corresponent monopoli del transport de gra de la Regió de la Terra Negra, a Rússia Central.
Karl morí de sobte l'any 1876. Al seu testament deixava a Nadejda el control sobre el seu vast grup d'empreses financer. Això incloïa dues xarxes ferroviàries, grans propietats rurals i uns quants milions de rubles. Amb set dels onze fills encara a casa, es va concentrar en la gestió dels negocis i l'educació dels fills que encara vivien amb ella. Va vendre un ferrocarril i va gestionar l'altre amb l'ajut del seu germà gran, Vladimir.

### Dèspota i obsessiva
Tot i que no se sap si Nadejda va ser feliç en el seu matrimoni, certament una de les seues primeres comandes a Txaikovski va ser una marxa fúnebre en honor del seu marit. Això pot suggerir la sinceritat del seu dol. A més, després de la mort del seu marit, Nadejda va abandonar tota vida social i es va apartar en una completa reclusió. Fins i tot va evitar conèixer els familiars de les persones que havien de casar-se amb els seus fills. L'única excepció a aquesta reclusió eren els concerts que la Societat Musical Russa programava a Moscou. Hi assistia d'incògnit, asseguda sola a la seua llotja. A través d'aquests concerts va conèixer Nikolai Rubinstein i també la música de Txaikovski, del qual va ser l'obra La tempesta la primera que en va escoltar.
Segons totes les fonts, von Meck era de naturalesa imperiosa i governava sa casa com una dèspota. Li agradava que les coses es feren exclusivament a la seua manera, i es rodejava de les persones que estaven disposades a accedir-hi. Controlava la vida dels seus fills en cada detall. A mesura que van anar fent-se grans, va arranjar llurs matrimonis, va adquirir cases per a ells i les va moblar. Quan volia veure els seus fills casats els convocava més aviat que invitar-los. Comprensiblement, els seus fills no sempre van mostrar-se agraïts per aquest grau extrem de cura maternal (o d'entremetiment segons el punt de vista de cadascun d'ells).
Sempre estava ocupada de manera compulsiva. Ordenava als criats més vells fer contínues rondes d'inspecció de la casa, des del sòtan al terrat, i contínuament ordenava canvis perquè des del terrat al sòtan tot canviara. Els cordills es conservaven perquè ella els desembolicara i els enrotllara. Es compraven llibres perquè en poguera retallar les pàgines. Comprava gran quantitat de llana, que després enrotllava en boles i les enviava a la seua filla, la comtessa Bennigsen. Mentre feia aquestes feines solia reclamar la presència de la seua filla Júlia perquè llegira per a ella. Júlia no hi dubtava a fer-ho; de tots els seus fills va ser Júlia la que més va complaure les seues ordres. Sa mare li demanava de tot, i ho obtenia.
Probablement sabia que era una persona difícil de suportar. Va escriure a Txaikovski «Sóc poc cordial en les meues relacions perquè en primer lloc no posseïsc cap feminitat; segon, no sé com ser tendra, i aquesta característica ha passat a tota la meua família. Tots nosaltres tenim por a semblar sentimentals i, per tant, la naturalesa general de les nostres relacions familiars és de camaraderia, o masculina, per dir-ho d'alguna manera».

### Opinions personals

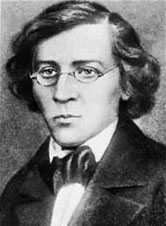
Nikolai Txernixevski. Von Meck estava d'acord amb ell en l'abolició del matrimoni.

Von Meck fou una atea confessa. Això no era habitual entre l'aristocràcia russa dels anys 1870. La seua orgullosa necessitat d'independència, per altra banda, era ben poc corrent en una dona de la seua època. No obstant l'extrema cura per la seua família entrava en contradicció amb el seu pensament. Les seues opinions sobre els assumptes amorosos eren estrictament moralistes. No obstant això, von Meck no creia en la institució del matrimoni. Va confessar-ne el seu odi regularment en les seues cartes a Txaikovski. «Pot pensar, estimat Piotr Ilitx, que sóc una gran admiradora del matrimoni», li escrivia el 31 de març de 1878, «però perquè no us enganyeu en res referent a mi mateixa, us diré que, ben al contrari, sóc una enemiga irreconciliable dels matrimonis, i fins i tot quan hi considere la situació d'una altra persona em sent obligada a fer-ho des del meu punt de vista». En altra ocasió va afirmar amb més genialitat però sense menys energia, «La distribució de drets i obligacions segons les lleis socials la trobe especulativa i immoral».
Tot i la seua postura contrària al matrimoni, von Meck es va veure obligada a acceptar-lo com a mitjà d'estabilitat social i procreació. La seua pròpia experiència marital pot haver-la forçada a reconèixer-ne els beneficis. Aquesta conclusió va poder ser determinant en el fet que es va afanyar a casar els seus fills al més aviat possible, per assegurar-los l'estabilitat quan ella morís. Fins i tot en el marc del matrimoni, considerava les relacions sexuals entre home i dona com una explotació mútua. Els pensadors radicals russos de l'època, com ara Nikolai Txernixevski i Dmitri Píssarev van manifestar-hi posicions no gaire llunyanes de les de von Meck. Ambdós consideraven el matrimoni com el pilar de la societat burgesa, i en reclamaven la dissolució. Von Meck respectava especialment l'obra de Píssarev, així com el positivisme del segle xix en general.
Amb aquestes opinions, és fàcil veure com l'aparent misogínia de Txaikovski i la seua confessa aversió al matrimoni van poder atraure algú com von Meck. Tampoc la seua homosexualitat havia de provocar-li necessàriament indignació. La segona filla de von Meck, Alexandra, va poder comunicar a sa mare les preferències sexuals del músic des del principi de llur relació. A banda d'això, von Meck va poder saber-ho fins i tot abans, perquè era extremadament diligent a reunir tota la informació disponible sobre el compositor. Von Meck va poder interpretar l'amor apassionat entre dos homes com una mena d'excés sentimental i, per tant, quelcom incomprensible. Es tractaria simplement d'una relació platònica que exclouria radicalment el coit amb les dones; per tant aquesta informació (almenys des del punt de vista de la tradició familiar von Meck) no podia més que assegurar-li que mai no hi hauria altra dona en la vida emocional de Txaikovski.

## Relació amb Txaikovski

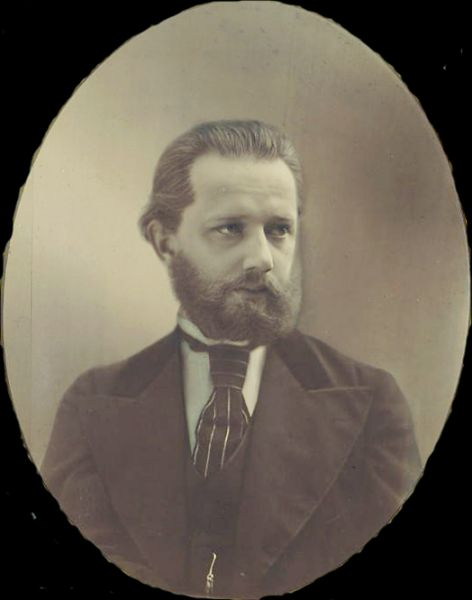
Piotr Ilitx Txaikovski

L'any 1877, un dels músics que protegia era el violinista Josef Kotek, qui interpretava música de cambra per a ella. Kotek era alumne i amic de Piotr Ilitx Txaikovski i havia estat recomanat a von Meck per Nikolai Rubinstein. Ella ja havia mostrat interès per la música de Txaikovski i li havia preguntat molt a Rubinstein per ell. Potser animada per Kotek, von Meck li va escriure.
S'hi va presentar com a fervent admiradora i li va encarregar algunes peces per a violí i piano per a ser interpretades a la seua casa de camp. Txaikovski, potser sabedor de la seua reputació com a mecenes, va acceptar de seguida. Van continuar escrivint-se fins i tot durant el matrimoni del compositor i el seu tortuós final. A mesura que la seua relació es consolidava, ella va proporcionar-li una substanciosa pensió de 6.000 rubles a l'any, cosa que li va permetre deixar el seu treball de professor al Conservatori de Moscou i concentrar-se exclusivament en la composició. Aquesta quantitat era una petita fortuna: a l'època un funcionari de l'escala inferior de l'administració havia de mantenir la seua família amb 300-400 rubles a l'any.
Txaikovski va mostrar-se molt agraït a von Meck per aquest suport financer, tot i que també li va provocar alguna incomoditat emocional i una tensió subjacent. Ambdós van gestionar aquesta relació amb considerable delicadesa. No obstant això, Txaikovski no podia deixar de sentir-se vagament incòmode amb els favors que ella li va atorgar. Li va escriure francament sobre açò: «... en les meues relacions amb vós es dona la delicada circumstància que cada vegada que ens escrivim l'un a l'altre els diners apareixen en escena».

### Amistat epistolar
Van intercanviar-se una important correspondència, de cap a 1.200 cartes entre 1877 i 1890. Els detalls que van compartir van ser extraordinaris per a dues persones que mai no es van conèixer en persona. Ell era més franc amb ella sobre la seua vida i els seus processos creatius que amb cap altra persona. Les opinions d'ella esdevingueren tan importants per al compositor que, després que els crítics condemnaren la Cinquena Simfonia, ella va poder proporcionar-li el suport emocional perquè perseverara en la composició. Von Meck va morir en la creença que totes aquestes cartes havien estat destruïdes. Txaikovski va assegurar a von Meck que ho havia fet, però va desar la seua correspondència amb la resta, fins i tot la carta en què von Meck li demanava la destrucció absoluta de la seua correspondència.
Von Meck va romandre una incondicional mecenes de Txaikovski i les seues obres, però la relació amb ell depenia del fet de no trobar-se mai en persona. Això va ser degut simplement al desig que ell no decebera les seues expectatives. Ella desitjava pensar en Txaikovski com un ideal de compositor-filòsof, gairebé com l'Übermensch o superhome que va descriure Nietzsche. Txaikovski ho va comprendre, i va arribar a escriure: «Teniu tota la raó, Nadejda Filarètovna, en creure que sóc de natural predisposat als vostres inusuals sentiments espirituals, els quals entenc completament». Es van trobar només en dues ocasions, per pura casualitat, però no van creuar paraula.
Llur relació, segons la definició de Txaikovski, satisfeia les més pregones necessitats de von Meck. La negativa opinió d'ella sobre el matrimoni la portava a una estretament pragmàtica i fins i tot desequilibrada visió de la sexualitat. Això la va conduir probablement a la incandescència de la passió platònica que va caracteritzar la seua actitud envers Txaikovski. D'aquesta manera ella podia lliurar-se sense problema a les emocions amb Txaikovski, sense haver de suportar el desgrat, la vulgaritat, la vergonya i la humiliació que associava a l'acte sexual.
Von Meck va conservar fins al final de llur relació, almenys sobre el paper, la visió exaltada de Txaikovski com a «Amic Estimadíssim». Al llarg dels anys, llurs cartes van anar revelant els nombrosos defectes personals d'ambdues parts. Ambdós eren neuròtics i propensos a la depressió, el que ells anomenaven «misantropia». Ambdós eren excèntrics i capriciosos. De vegades Txaikovski era gairebé transparentment fals. Von Meck va ser sovint molesta i inconsistent. No obstant això, ambdós van suportar-se aquestes imperfeccions. Malgrat la seva desavinença final, llur elevadíssima devoció mutua pot ser considerada com a model de relació entre dos individus espiritualment complexos.

### Dedicatòria de la Quarta Simfonia
Tchaikovski, com a mostra d'estima, li va dedicar la seua Simfonia núm. 4. Això va ser important perquè, degut a la naturalesa del mecenatge artístic a Rússia, el mecenes i l'artista eren considerats iguals. Així, la dedicatòria d'obres als mecenes era expressió de companyonia artística. Dedicant-li a quarta simfonia, Txaivovski afirmava que von Meck era un soci seu en la creació.

### Unió simbòlica —i familiar
L'any 1883, Nikolai, fill de von Meck, va casar-se amb la neboda de Txaikovski Anna Davidova, després de cinc anys de continuats esforços per part de Txaikovski i von Meck. Von Meck, que a l'època es trobava a Cannes, no va assistir a la cerimònia. Així va mantenir el seu costum d'evitar la relació amb les famílies polítiques dels seus fills. Txaikovski sí que hi va assistir, trobant-se amb la resta del clan von Meck.
Al principi, tant Txaikovski com von Meck es van alegrar d'aquest esdeveniment, veient-ne una consumació simbòlica de llur relació. Però els posteriors esdeveniments els van fer preguntar-se sobre la idoneïtat de llur decisió. Anna, una dona amb voluntat de ferro, dominava el seu marit. Fins i tot va oposar-se a la seua sogra en la gestió dels afers familiars, concretament arran d'una disputa que hi va haver entre el fill major i soci de la mare als negocis, Vladimir, i la resta de la família.
Així, més que contribuir a unir encara més von Meck i Txaikovski, el casament d'Anna i Nikolai potser va sembrar la llavor de la divisió entre ells. Txaikovski pràcticament va repudiar la seua neboda en un intent de no comprometre la seua relació amb von Meck. Von Meck, per la seua banda, va evitar comunicar-li els seus vertaders sentiments respecte al que estava passant.

### La ruptura
A l'octubre de 1890, von Meck va enviar-li a Txaikovski, de bestreta, la pensió d'un any, amb una carta en què anunciava el final del seu mecenatge. Hi va reivindicar fallida. El més sorprenent d'aquesta ruptura va ser el seu extrem caràcter sobtat. Just una setmana abans acabava d'enviar-li una de les seues típiques cartes íntimes, cordials i franques. La carta s'estenia sobre el fet que els seus fills estaven malbaratant llur futura herència. Això era un fet irritant per a von Meck i no necessàriament un motiu per a la ruptura. No obstant això, una explicació lògica per a donar-li a Txaikovski un any de pensió de bestreta podria haver estat el temor de no poder proporcionar-li-la en el futur, de la manera habitual per mensualitats.
Particularment a causa del caràcter sobtat d'aquesta decisió hi ha qui ha cregut que von Meck va acabar el seu mecenatge en haver-se assabentat de l'homosexualitat de Txaikovski. Altres descarten aquesta idea. Certament, von Meck va demanar-li a Txaikovski en la seua darrera carta que no l'oblidara. No hauria fet aquesta petició si haguera actuat per una estricta indignació en considerar perversa la conducta del compositor. Més fàcil és pensar que la seua família l'amenaçara de fer públiques les preferències sexuals de Txaikovski. Von Meck hauria tallat la relació per protegir-lo d'un potencial escàndol.
Bàsicament dos fets van provocar la decisió de von Meck:
1. Al voltant de 1890, von Meck era greument malalta. Es trobava en el darrers estadis d'una tuberculosi, de la que moriria dos mesos després de la mort de Txaikovski. Una atròfia dels braços pràcticament li impedia escriure.[8] Dictar les cartes a un tercer podia dificultar molt la comunicació, afectant-ne la franquesa i el caràcter informal i personal de la correspondència que s'havien estat enviant Txaikovski i ella.
2. Es trobava sota una tremenda pressió de la seua família per a posar fi a la relació. Els seus fills s'avergonyien de la seua intensa adoració per Txaikovski. Hi havia murmuracions sobre Txaikovski i "la Meck." A poc a poc, almenys als ulls dels familiars hostils, la situació havia esdevingut escandalosa. A més, per a empitjorar les coses, ella continuava passant-li la pensió, tot i que a Txaikovski li havia estat concedida una pensió oficial pel tsar Alexandre III.[9] A mesura que la situació financera dels seus fills va anar empitjorant, llurs exigències d'acabar amb la relació van anar creixent. A la segona meitat de l'any 1890, després que haguera estat visitada per tots —excepte un— els seus fills majors en un període de dos mesos, la situació havia esdevingut molt tensa. Durant aquest temps degué rebre'n un ultimàtum.

La carta final i els diners de von Meck a Txaikovski van ser lliurats per un vell criat de la dama, Ivan Vasiliev, al qual Txaikovski apreciava molt. Ella sempre li havia enviat les cartes i els diners per correu. Si ja no podia controlar personalment la seua correspondència i si volia ocultar aquesta acció al seu entorn, amb aquesta mesura va poder solucionar dos problemes alhora.
Ella sabia que Txaikovski patia sovint de problemes econòmics, fins i tot amb la pensió que ella li passava. Txaikovski era un dolent administrador de la seua economia. La seua tendència als excessos ofegava les seues finances. Per això solia demanar avançaments a von Meck. Sabedora d'aquest costum, potser va actuar en conseqüència, avançant-li la darrera anualitat. La ruptura va poder començar a ser preparada a mitjan 1889, en el convenciment que tindria lloc més prompte o més tard.

### Gelosia fraternal

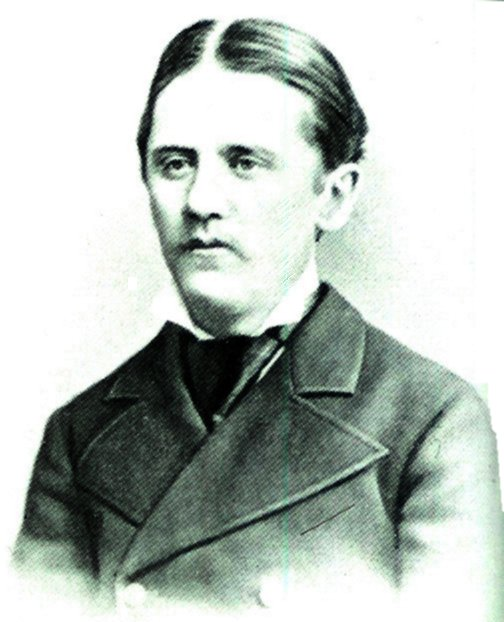
Modest Txaikovski

Una persona que potser va celebrar la ruptura va ser el germà de Txaikovski Modest. Com el seu germà, Modest era homosexual. Quan els germans van discutir l'acció de von Meck, Modest no va intentar disculpar-la. Ben al contrari, va dir que el que per a Piotr havia estat una singular i mútua relació d'amistat, per a von Meck havia estat només el passatemps d'una dona rica.
Aquesta apreciació de Modest pot ser posada en dubte. Malgrat la seua adulació del seu germà els seus sentiments eren realment profundament ambivalents. Modest va poder sentir-se intensament gelós de l'èxit del seu germà i igualment insegur amb la seua secreta amistat amb von Meck; una rival pel que feia a l'afecte i atencions del seu germà. Així com la ruptura matrimonial de Txaikovski amb Antonina va poder alegrar a von Meck, l'actual ruptura amb la seua mecenes va poder alegrar a Modest.
Modest va esdevenir el biògraf del compositor. Va mantenir que Txaikovski considerava la ruptura unilateral de von Meck com una traïció. També digué que aquest fet va provocar una amargor indeleble en Txaikovski, i que fins i tot al llit de mort el compositor no parava de repetir el nom de von Meck, reprotxant-li la seua acció. No obstant això, al si de la família von Meck hi va perviure una versió ben diferent dels fets.

### Possible reconciliació
Galina von Meck—filla del fill de von Meck, Nikolai, i de la neboda de Txaikovski, Anna—afirmava que s'hi van fer les paus en secret. El setembre del 1893, poques setmanes abans de la mort de Txaikovski, Anna estava a punt de partir a Niça. Von Meck s'hi estava morint i Anna anava a fer-se'n càrrec. Txaikovski li va encarregar que demanara perdó a von Meck pel silenci del seu antic amic. Aquesta disculpa va ser acceptada amb entusiasme i reciprocitat per von Meck.
El biògraf de Txaikovski, Dr. David Brown, afirma que el relat de Galina «està basat fonamentalment en xafarderies i conté una bona dosi de romanticisme». Tot i això li concedeix certa plausibilitat, especialment pel fet que Galina va accedir a la història directament a través de sa mare.

## Problemes financers
La reivindicació de von Meck de trobar-se en fallida no era del tot incerta. Junt amb la seua fortuna, Karl von Meck havia deixat una considerable quantitat de deutes a la seua mort. Aquests deutes van esdevenir a la llarga més grans i importants del que la seua muller havia previst. A principis de l'any 1880 ja circulaven rumors sobre aquests deutes. Fins i tot Txaikovski va preguntar-l'hi en algunes cartes.
El problema va ser a causa d'una dolenta gestió dels negocis de von Meck per part del seu fill Vladimir. Tot i que estava tan ben dotat per a les relacions públiques com son pare ho estava per a l'enginyeria, Vladimir va demostrar ser tan extravagant com sa mare pel que feia a les despeses. Era el favorit de sa mare, i això pot explicar que aquesta tolerara els seus excessos durant molt de temps. Malauradament, aquesta actitud va enfrontar Vladimir i Nadejda a la resta de la família, incloent-hi la neboda de Txaikovski, Anna. Van acusar Vladimir d'embutxacar-se diners de l'empresa per al seu ús particular. Fóra o no veritat l'acusació, la realitat és que l'imperi dels von Meck es trobava en un seriós perill.
Vladimir va patir un atac de nervis l'any 1890. A l'estiu, sa mare el va rellevar de la seua responsabilitat. El va substituir l'assistent personal de von Meck, Wladislaw Paxulski. Inicialment contractat per von Meck com a músic, esdevingué el seu gendre, en casar-se amb la seua filla Júlia. Va demostrar ser més hàbil en la gestió que Vladimir, i finalment aconseguí salvar l'empresa de la fallida. Mentrestant, Vladimir va ser diagnosticat d'un avançat cas de tuberculosi, la mateixa malaltia que va endur-se a sa mare. Ell moriria l'any 1892.

## Mort
Nadejda von Meck va morir de tuberculosi el 13 de gener de 1894 a Niça, França, més o menys dos mesos després de la mort de Txaikovski.
Després del traspàs de la seua sogra, a Anna von Meck se li va preguntar com havia suportat la mecenes la mort de Txaikovski. Anna va contestar «No ho va suportar».

## Donació de Galina Nikolàievna von Meck
L'any 1985 Galina va donar a la Universitat de Colúmbia una col·lecció de 681 cartes de Txaikovski a la seua família, incloent-hi la traducció feta per ella. La col·lecció cobreix el període entre març de 1861 i setembre de 1893.